# Tugarinovit
Tugarinovit ist ein sehr selten vorkommendes Mineral aus der Mineralklasse der Oxide und Hydroxide mit der chemischen Zusammensetzung MoO2 und damit chemisch gesehen Molybdän(IV)-oxid oder auch Molybdändioxid.
Tugarinovit kristallisiert im monoklinen Kristallsystem und entwickelt dicktafelige bis prismatische Kristalle von etwa 0,5 bis 1,5 mm Größe mit einem fettähnlichen bis metallischen Glanz auf den Oberflächen. Das Mineral ist durchscheinend bis undurchsichtig und im Allgemeinen von dunkel lilabrauner Farbe. Die Strichfarbe von Tugarinovit ist dagegen grünlichgrau.
In oxidiertem Material können teilweise bis vollständige Pseudomorphosen von Wulfenit nach Tugarinovit auftreten.

## Etymologie und Geschichte
Entdeckt wurde Tugarinovit zuerst in der Molybdän-Uran-Lagerstätte Lenskoje in der Oblast Amur im Fernen Osten Russlands. Erstmals analysiert und beschrieben wurde das Mineral von W. G. Kruglowa, A. A. Poterjaikina, G. A. Sidorenko, L. S. Dubakina und Je. G. Rjabewa (russisch В. Г. Круглова, А. А. Потеряйкина, Г. А. Сидоренко, Л. С. Дубакина, Е. Г. Рябева), die das Mineral nach dem russischen Geochemiker und Geologen Alexei Iwanowitsch Tugarinow (russisch Алексей Иванович Тугаринов; 1917–1977) benannten.
Das Mineralogenteam sandte seine Untersuchungsergebnisse und den gewählten Namen 1979 zur Prüfung an die International Mineralogical Association (interne Eingangsnummer der IMA: 1979-072), die den Tugarinovit als eigenständige Mineralart anerkannte. Die Erstbeschreibung wurde im Jahr darauf im russischen Fachmagazin Sapiski Wsessojusnogo Mineralogitscheskogo Obschtschestwa (russisch Записки Всесоюзного Минералогического Общества) veröffentlicht. Mit der Publikation New Mineral Names 1981 im englischen Fachmagazin American Mineralogist wurde auch die Anerkennung von Tugarinovit bestätigt. Die seit 2021 ebenfalls von der IMA/CNMNC anerkannte Kurzbezeichnung (auch Mineral-Symbol) von MineralName lautet „Tug“.
Das Typmaterial des Minerals wird im Mineralogischen Museum, benannt nach A. J. Fersman (FMM) unter der Katalognummer 81395 aufbewahrt.
In der russischen Originalbeschreibung wird das Mineral als Тугариновит bezeichnet. Bei korrekter Transkription aus dem Russischen ins Deutsche müsste der Name damit Tugarinowit lauten. Allerdings stützen sich bisher bekannte deutschsprachige Quellen auf die englische Übersetzung Tugarinovite, die von der IMA anerkannt und bei der Publikation New Mineral Names im Fachmagazin American Mineralogist verwendet wurde. Im Deutschen wird nur das im Englischen übliche ‚e‘ weggelassen.

## Klassifikation
Da der Tugarinovit erst 1979 als eigenständiges Mineral anerkannt wurde, ist er in der letztmalig 1977 überarbeiteten 8. Auflage der Mineralsystematik nach Strunz noch nicht verzeichnet.
In der zuletzt 2018 überarbeiteten Lapis-Systematik nach Stefan Weiß, die formal auf der alten Systematik von Karl Hugo Strunz in der 8. Auflage basiert, erhielt das Mineral die System- und Mineralnummer IV/D.03-010. Dies entspricht der Klasse der „Oxide und Hydroxide“ und dort der Abteilung „Oxide mit dem Stoffmengenverhältnis Metall : Sauerstoff = 1 : 2 (MO2 und verwandte Verbindungen)“, wo Tugarinovit als einziges Mitglied eine unbenannte Gruppe mit der Systemnummer IV/D.03 bildet.
Die von der IMA zuletzt 2009 aktualisierte 9. Auflage der Strunz’schen Mineralsystematik ordnet den Tugarinovit ebenfalls in die Abteilung „Metall : Sauerstoff = 1 : 2 und vergleichbare“ ein. Diese ist allerdings weiter unterteilt nach der relativen Größe der beteiligten Kationen und der Kristallstruktur. Das Mineral ist hier entsprechend seiner Zusammensetzung und seinem Aufbau in der Unterabteilung „Mit mittelgroßen Kationen; Ketten kantenverknüpfter Oktaeder“ zu finden, wo es zusammen mit Argutit, Kassiterit, Plattnerit, Pyrolusit, Rutil, Tripuhyit und Varlamoffit die „Rutilgruppe“ mit der Systemnummer 4.DB.05 bildet.
In der vorwiegend im englischen Sprachraum gebräuchlichen Systematik der Minerale nach Dana hat Tugarinovit die System- und Mineralnummer 04.04.15.01. Auch dies entspricht der Klasse der „Oxide und Hydroxide“ und dort der Abteilung „Oxide“. Hier findet er sich innerhalb der Unterabteilung „Einfache Oxide mit einer Kationenladung von 4+ (AO2)“ als einziges Mitglied in einer unbenannten Gruppe mit der Systemnummer 04.04.15.

## Kristallstruktur
Tugarinovit kristallisiert im in der monoklinen Raumgruppe P21/c (Raumgruppen-Nr. 14) mit den Gitterparametern a = 5,61 Å; b = 4,86 Å, c = 5,63 Å und β = 120,9° sowie vier Formeleinheiten pro Elementarzelle.

## Eigenschaften
Tugarinovit ist in heißer Salz- (HCl) und Schwefelsäure (H2SO4) unlöslich, löst sich aber sehr langsam in heißer, konzentrierter Salpetersäure.

## Bildung und Fundorte
Tugarinovit bildet sich durch Metasomatose unter reduzierenden Bedingungen in schwefelarmer Umgebung. Als Begleitminerale können unter anderem Uraninit, Molybdänit, Galenit, Zirkon und Wulfenit auftreten.
Tugarinovit gehört zu den sehr seltenen Mineralbildungen, das bisher nur in wenigen Proben aus weltweit weniger als 10 Vorkommen dokumentiert ist (Stand 2024). Außer an seiner Typlokalität Lenskoje in der Oblast Amur fand sich das Mineral in Russland noch am Vulkan Kudrjawy auf der Kurileninsel Iturup im Föderationskreis Fernost und in der porphyrischen Kupfer-Molybdän-Lagerstätte Aksug im Kreis Todschinski in der zum Föderationskreis Sibirien gehörenden autonomen Republik Tuwa.
Daneben konnte Tugarinovit noch am Vulkan Iōdake (auch Iwodake oder Ioudake) auf der zur japanischen Präfektur Kagoshima gehörenden Insel Iōjima und im Kohlenbergwerk Kateřina bei Radvanice v Čechách (deutsch Radowenz) im Okres Trutnov in Tschechien gefunden werden. Außerdem wurde das Mineral in einem Bruchstück des Steinmeteoriten Allende nachgewiesen, das 1969 bei Pueblito de Allende in Mexiko niederging.